# Weiße Marter (Büchenbach)

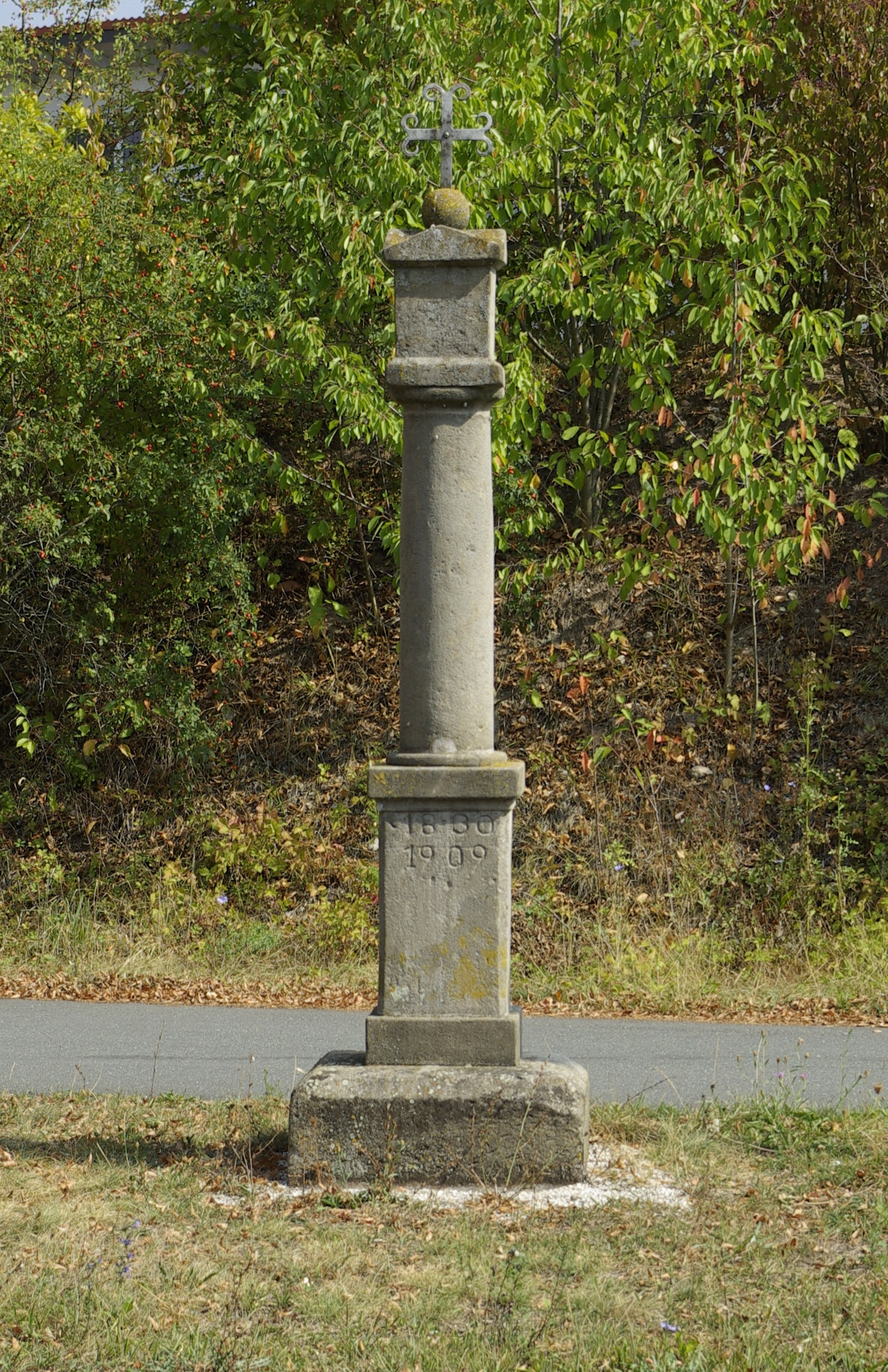
Die Weiße Marter, 2012

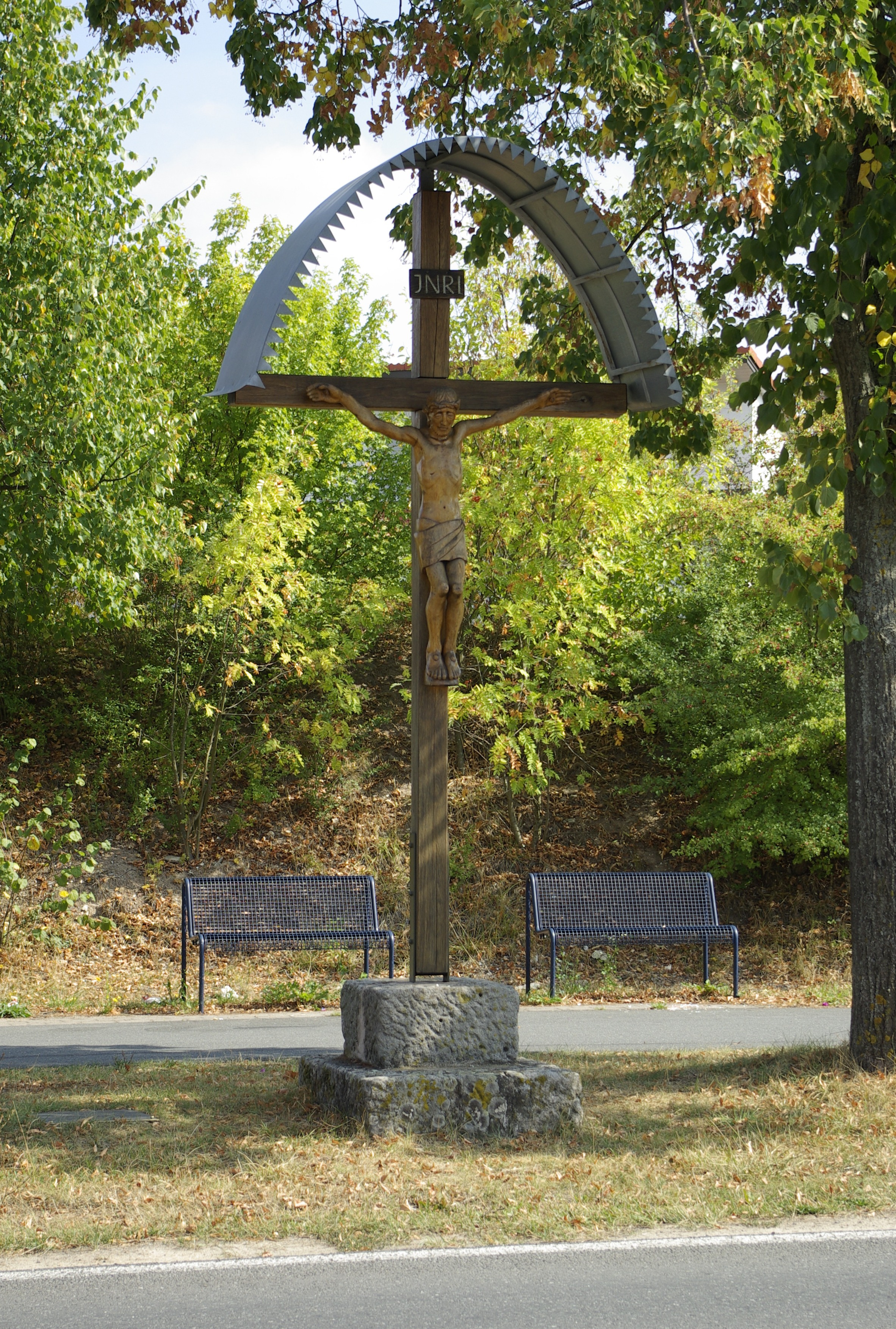
Das Feldkreuz neben der Weißen Marter, 2012

Die Weiße Marter im Erlanger Ortsteil Büchenbach ist ein historischer Bildstock. Das Bayerische Landesamt für Denkmalpflege verzeichnet sie, gemeinsam mit dem danebenstehenden Flurkreuz, unter der Denkmalnummer D-5-62-000-815.

## Standort
Der Bildstock und das Flurkreuz befinden sich im Nordwesten des Erlanger Ortsteils Büchenbach an der Mönaustraße, gegenüber der Abzweigung in die Straße An der Weißen Marter.

## Beschreibung
Die Weiße Marter wurde aus grauem und mittelgrobem Rhätsandstein gefertigt. Über Basis und Schaft befindet sich die Ädikula mit flachen, viereckigen Nischen und einem dachförmigen Abschluss mit Kugelaufsatz und einem eisernen Kreuz. Der Sockel trägt die Jahreszahlen 1830 und 1909. Diese lassen allerdings keine zuverlässige Aussage über das Alter des Bildstocks zu, da es sich auch um Restaurierungsdaten handeln kann.
Das neben dem Bildstock befindliche Feldkreuz aus Holz wurde 1953 von dem Bildhauer und Grafiker Lothar Strauch (1907–1991) geschaffen.

## Geschichte
Die Weiße Marter erhielt ihren Namen, da sie einst während der Büchenbacher Kirchweih weiß angestrichen worden sein soll. Über den Zeitraum und den Grund der Aufstellung des Bildstock ist nichts überliefert. Einer Sage nach gerieten hier zwei Bauersfrauen in Streit und richteten sich mit einer Sichel so zu, dass sie starben. In den 1890er Jahren wurde hier ein Forstgehilfe aus Kosbach erschossen aufgefunden.
Das früher abseits des historischen Dorfzentrums befindliche Ensemble aus Marter und Feldkreuz befindet sich heute inmitten des Neubaugebietes Erlangen-West. Durch die Bebauung wurde die ursprüngliche Umgebung des Ortes nachhaltig verändert. In den Jahren 2001 bis 2003 wurden auf Initiative des Heimat- und Geschichtsvereins Erlangen (Arbeitskreis Kosbach) und des Vereins Kosbacher Stad’l mehrere Bildstöcke der Umgebung renoviert, darunter auch die Weiße Marter.